# Rosewood (film)
(Dedica con cui si aprono i titoli di testa)
Rosewood è un film storico del 1997 di John Singleton.
La pellicola racconta il terribile fatto del Massacro di Rosewood, che per molti decenni è stato dimenticato, e che portò alla distruzione della cittadina afroamericana di Rosewood, in Florida, e l'uccisione di parte dei suoi abitanti.

## Trama
Florida, fine dicembre-inizio gennaio 1923. La piccola comunità nera della giovane e minuscola Rosewood vive tranquillamente, nonostante l'oppressione e le ripetute angherie dei bianchi della zona. Sono tempi duri, con le leggi di Jim Crow e la segregazione razziale che rendono legale e gratuita qualsiasi forma di aggressione e violenza verso i cittadini neri della nazione. Ed è proprio in questo clima che inizia quello che sarà tramandato come il massacro di Rosewood, con nel mezzo Mann, un misterioso reduce dalla prima guerra mondiale appena arrivato, e i cittadini, tra cui figurano Sylvester Carrier e la sua famiglia.
Tutto inizia quando Funny Taylor, una donna bianca di Sumter, viene sedotta e poi violentata dall'amante, un collega del marito, mentre questo, James Taylor, è al lavoro. Sconvolta, per non affrontare la vergogna dei lividi e del tradimento, Fanny esce di casa gridando di essere stata violentata da un nero. Le autorità e gli abitanti le credono immediatamente e questo fa uscire tutta la tensione e la rabbia razziale accumulate. Anche se ad alimentare il tutto, è in parte la notizia di un carcerato afroamericano che è scappato lì vicino; in realtà esso è solo un pretesto per compiere violenze e linciaggi impuniti, appropriandosi anche di quello che i cittadini neri possiedono, tra cui le loro case.
La comunità di Rosewood, sapendo di essere nel mirino, organizza la difesa ma, in un vero e proprio pogrom, la cittadina viene in tempi record rasa al suolo dalle fiamme. Tutti quegli che hanno la pelle nera sono un bersaglio per i fucili, compresi donne e bambini: i bianchi, tra cui esponenti del Ku Klux Klan, molto diffuso specialmente al Sud, e della polizia, uccidono qualsiasi afroamericano gli capiti davanti; però ci sono anche bianchi, come il negoziante John Wright, che salvano alcuni sopravvissuti nelle loro case o gli mandano in salvo su un treno tentando anche, senza successo, di fermare la violenza.
Mann, partito prima dell'assalto, decide di ritornare e aiutare a portare in salvo i pochi residenti chi si erano nascosti nelle paludi. Sylvester Carrier riesce a far fuggire la sua famiglia ma perde sua zia Sarah. Quando spunta il giorno e la violenza si è esaurita, ciò che resta di Rosewood non è che un insieme di lotti messi in vendita e un cumulo di cenere dove prima c'erano le case.
Alla fine Fanny Taylor, l'inizio di tutto, verrà picchiata dal marito James quando egli verrà a sapere gradualmente la verità su di lei (ossia che a stuprarla non era mai stato un nero, ma l'amante), mentre Sylvester e Mann si ritrovano nella boscaglia e iniziano insieme il camminino di uscita dalla contea di Alachua. Il bilancio "approssimativo" di quei giorni sarà di due bianchi e sei neri morti, ma in realtà le cifre sono molte di più. Rosewood è ormai scomparsa dalla faccia della terra.
Il fatto, secondo la didascalia di conclusione, rimarrà taciuto fino al 1980, quando i sopravvissuti al massacro e i loro discendenti citeranno in giudizio lo stato della Florida, ottenendo da esso un risarcimento.

## Produzione

### Sviluppo
Un'anziana donna afroamericana sopravvissuta al massacro, Minnie Lee Langley, è stata una fonte molto importante per sceneggiatori, per la sua testimonianza dei fatti, e scenografi, per le sue descrizioni del paesaggio, oggi soltanto campagna; anche il figlio di una sopravvissuta, tale Arnett Doctor, è stato chiamato dal regista John Singleton come consulente.

Sul motivo per cui aveva deciso di affrontare proprio questo argomento non molto trattato, John Singleton spiegò: 
Avevo un profondo - non tanto timore - ma disprezzo per gli Stati [Uniti] del Sud, perché sentivo che gran parte del dolore e delle atrocità subìte dai neri deriva da qui… Quindi in un certo senso questo è il mio modo di elaborare l'orrore per trasformarlo in qualcosa di migliore, come un film!

### Sceneggiatura
Lo sceneggiatore del film, Gregory Poirier, volle inserire alla storia un tipo di "eroe riluttante" in classico stile occidentale, così creò il personaggio di Mann, interpretato da Ving Rhames. Tutti i personaggi vennero ideati prendendo spunto da personaggi storici reali.

### Riprese
La ricostruzione dell'obsoleta Rosewood e Sumner (altro paesino nelle vicinanze) tramite scenografie avvenne in Florida, proprio nella contea di Levy, a pochi chilometri da dove si sono svolti fatti. Le riprese si svolsero qui dal 29 gennaio al 27 aprile 1996. Il budget del film ammontò a circa 17 milioni di dollari.

## Promozione

### Taglinepromozionali[3]
- «Nigger is not another word for guilty. (Aunt Sarah, Esther Rolle)»
  - «Negro non è sinonimo di colpevole. (Zia Sarah, Esther Rolle)»

## Distribuzione
Il film venne distribuito nelle sale cinematografiche statunitensi il 21 febbraio 1997 dalla Warner Bros., mentre non arrivò mai nei cinema italiani.

## Accoglienza

### Incassi
Il film complessivamente in tutto il mondo incassò oltre 13 milioni di dollari.

### Critica
Sul sito web Rotten Tomatoes il film riceve l'87% delle recensioni professionali positive, con un voto medio di 7,3/10, basato su 55 recensioni.
Su Metacritic il film ottiene un punteggio medio i 71 su 100, basato su 20 critiche, indicando "recensioni generalmente favorevoli"; anche il pubblico intervistato da CinemaScore apprezzò il film, assegnando un voto corrispondente ad una "A" su una scala da A+ a F.
Il New York Times definì il film come "il miglior lavoro di Singleton", così come Roger Ebert, apprezzando molto il film, offrì un punteggio di 3,5 stelle su 4, accompagnato da questa recensione: "Rosewood non è facilmente riassumibile in un solo trailer e, ovviamente, non piace né ai neri (poiché documenta un capitolo della loro storia molto deprimente) né ai bianchi (raffigurati come degli omicidi e insensibili)… ma forse piacerà a chi cerca semplicemente un film ben fatto che racconti una storia vera, avvincente, importante."

Più tardi lo sceneggiatore del film Gregory Poirier dichiarò, per Deadline:
Rosewood non ha incassato molto, tuttavia le recensioni erano generalmente buone, sia Siskel che Ebert ne sono rimasti entusiasti… ma John [Singleton] aveva ragione, avrei dovuto ascoltarlo: il film era per molti versi troppo pesante da guardare, un capitolo della storia americana con cui la maggior parte degli americani, anche neri, non vuole avere a che fare.
Lo stesso regista John Singleton ha dichiarato:
La gente dice che questo film è violento. Io non pensa che sia violento, o comunque lo è molto meno rispetto ai fatti su cui è basato! Volevo solo che il pubblico si sentisse all'interno della scena, lì. Ma forse gli americani hanno troppa paura a causa dei problemi "razziali" che hanno!.